# Westfeld
Westfeld település Németországban, azon belül Alsó-Szászország tartományban. Lakosainak száma 600 fő (2011. május 9.).

## Népesség
A település népességének változása:

| 2011 | 600 |